# Pieces (песня Sum 41)
Pieces — второй сингл с альбома «Chuck» канадской панк-рок-группы Sum 41. Эта песня рассказывает о человеке, который пытается подстроиться под кого-то, чтобы жизнь казалась легче, но в итоге понимает, что такая жизнь его не устраивает. Песня также рассказывает об отношениях, которые когда-нибудь должны закончиться.

## Музыкальное видео
К песне Pieces так же был снят клип, в котором Дерик Уибли, в образе лирического героя, перемещается по улицам ночного города, размышляя о своих поступках. В течение клипа он видит других людей, счастливых и довольных своей жизнью, проходящей в кузовах грузовиков, которые так же едут по улицам ночного города. Это является отсылкой к клипу песни "Lemon Tree" группы Fools Garden.

## Список композиций
1. «Pieces» (Album Version)
2. «Pieces» (Acoustic)
3. «We’re All to Blame» (Album Version)
4. «Pieces» (Video)

## Чарты
| Chart (2005)                            | Peak position |
| --------------------------------------- | ------------- |
| Canada CHR/Pop Top 30 (Radio & Records) | 5             |
| Canada Hot AC Top 30 (Radio & Records)  | 5             |
| Canada Rock Top 30 (Radio & Records)    | 2             |
| Германия (GfK)                          | 84            |
| США (Billboard Bubbling Under Hot 100)  | 7             |
| США (Billboard Alternative Airplay)     | 14            |

## Исполнители
- Дерик «Bizzy D» Уибли — вокал, клавишные
- Дэйв «Brownsound» Бэкш — гитара, бэк-вокал
- Джейсон «Cone» МакКэслин — бас, бэк-вокал
- Стив «Stevo 32» Джоз — барабаны, бэк-вокал